# Cmentarz Podgórski
Cmentarz Podgórski (nowy) – krakowski cmentarz komunalny, położony w Podgórzu u stóp kopca Krakusa, przy ul. Wapiennej 13.

## Historia
Został założony w 1900 roku po wyczerpaniu miejsc na starym Cmentarzu Podgórskim. Decyzję w sprawie założenia nowego cmentarza podjęła Rada Miasta Podgórza już w maju 1897 r. Jego powierzchnia wynosi 8,37 hektara.
Pierwszą osobą pochowaną na nowym cmentarzu 17 kwietnia 1900 r. była 23-letnia Tekla Dudek z Zakrzówka. Jej grobu dzisiaj już nie ma. Do końca 1900 r. odbyło się 381 pogrzebów, co wiemy z bardzo skrupulatnie prowadzonej od samego początku dokumentacji. W 1907 r. poświęcono kaplicę cmentarną, a 3 lata później dokonano pierwszego rozszerzenia terenu cmentarza.
Wybuch I wojny światowej i obecność dużej stacji kolejowej spowodowały, że w Podgórzu pojawiły się transporty rannych i jeńców wojennych, co miało również swoje odbicie na cmentarzu. Dla wojska wydzielono kwaterę XI (zachowała się jej część z pomniczkiem), i w latach 1914–1919 pochowano tutaj 332 żołnierzy oraz jeńców.
Wyczerpanie miejsca pod pochówek sygnalizowano już w 1916 r., jednak wobec braku funduszy na rozszerzenie cmentarza rozpoczęto przekopywanie najstarszych kwater. Takie akcje prowadzono średnio co 3 lata, od 1920 r. i było ich 6.
W 1934 r. ekshumowano i przeniesiono grób trzynastu Legionistów. W nowym miejscu wystawiono pomnik z motywem legionowej czapki, autorstwa Czesława Mączki.
Cmentarz poszerzono ostatecznie w 1942 r. otaczając całość ogrodzeniem, a później poszerzano jeszcze dwukrotnie w latach 1947–1948 i 1975–1976.

## Opis cmentarza
Cmentarz przedstawia przekrój społeczny mieszkańców Podgórza. Niewiele jest tutaj grobów szlacheckich, rzadko trafia się określenie „obywatel ziemski”, przeważają przemysłowcy, kupcy, rzemieślnicy i właściciele firm budowlanych. Posiadają oni grobowce wykonane według własnych wzorów przy głównej alei cmentarza, np. grobowiec rodzinny Matecznych – właścicieli zakładu leczniczo-kąpielowego w Krakowie.
Bardzo liczną grupę stanowią groby i grobowce kolejarzy. Bliskość dużego węzła komunikacyjnego powodowała, że właśnie tutaj, w Podgórzu, Prokocimiu, Bieżanowie i okolicach, osiedlało się najwięcej, jak mawiano, robotniczej „arystokracji”.
Na nagrobkach można oglądać zdjęcia w kolejarskich mundurach, płaskorzeźby Matki Boskiej i Chrystusa w koronie cierniowej, niektóre z nich mogą być dziełem Karola Hukana i jego pracowni. W inskrypcjach nagrobnych często podkreślano udział w powstaniu styczniowym lub jakąkolwiek z nim styczność (np: żona powstańca styczniowego). Niewiele jest tutaj przykładów rzeźby nagrobnej; pojawiają się personifikacje Żałoby i Smutku w postaciach kobiet z wieńcami różanymi, siedzące przy krzyżu lub urwanej kolumnie (np. grób Stanisława Balickiego, powstańca styczniowego, urzędnika kolei zmarłego w 1912 r.).
Cmentarz posiadał, dziś już nie zachowaną, kwaterę dla protestantów i zgodnie z wymogami prawa kanonicznego kwaterę dla samobójców. Znajdowała się ona w miejscu dzisiejszej kwatery VIIIa. Do dziś przetrwał jedynie grób tragicznie zmarłego w wieku 21 lat Edwarda Cholewy, któremu nagrobek wystawili koledzy robotnicy; jest to zarazem najstarszy przykład solidarności tego środowiska zachowany w Krakowie.
Na cmentarzu obok wojskowych są jeszcze 3 zbiorowe grobowce: proboszczów i wikarych z parafii św. Józefa, OO Redemptorystów w Podgórzu, oraz Księży Sercanów z parafii Najświętszego Serca Pana Jezusa w Płaszowie. W tym ostatnim grobie spoczywa założyciel polskiej prowincji Sercanów i rektor domu zakonnego w Krakowie O. Kazimierz Wiecheć (1896-1950).

## Znani i zasłużeni

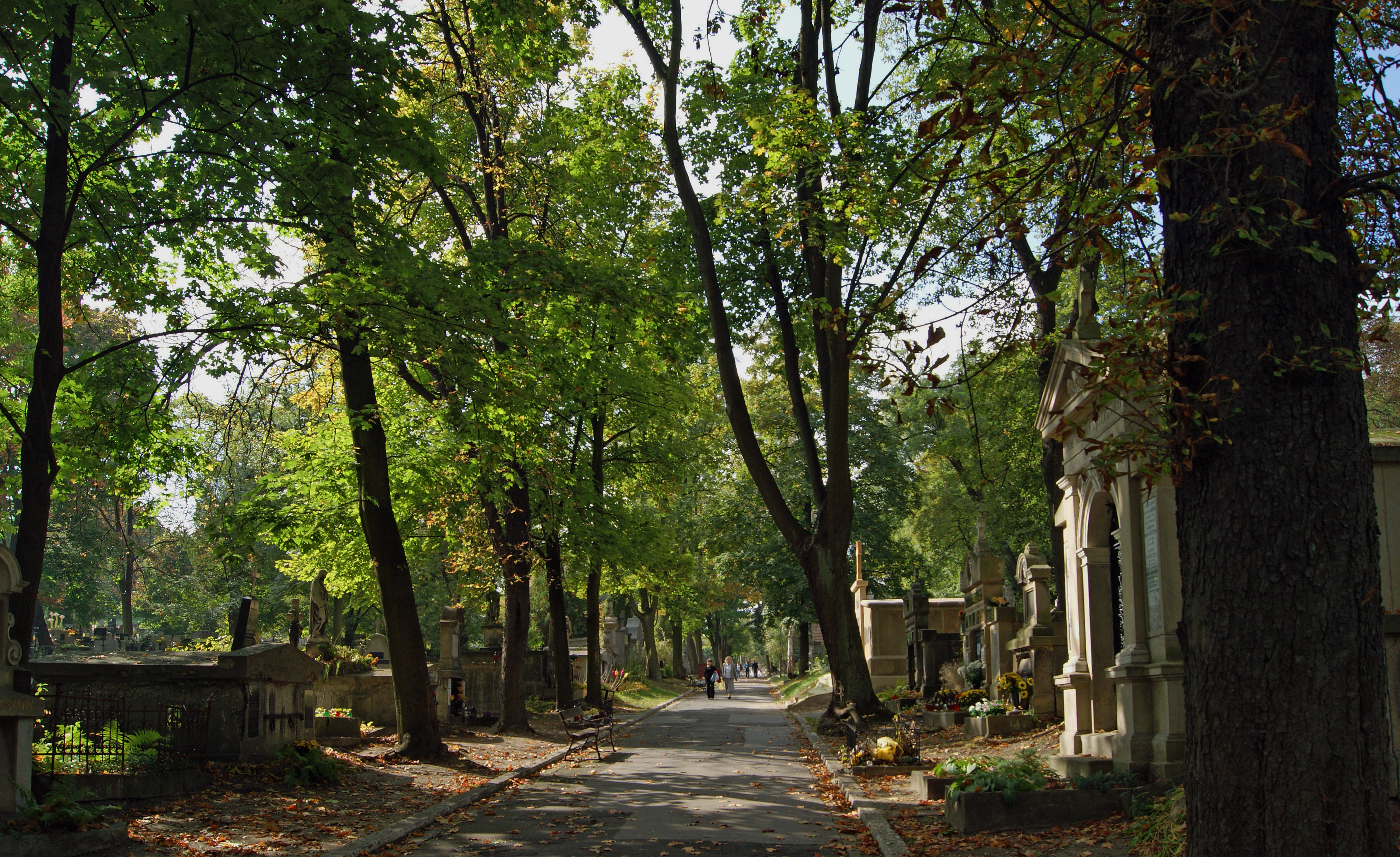
Główna aleja.
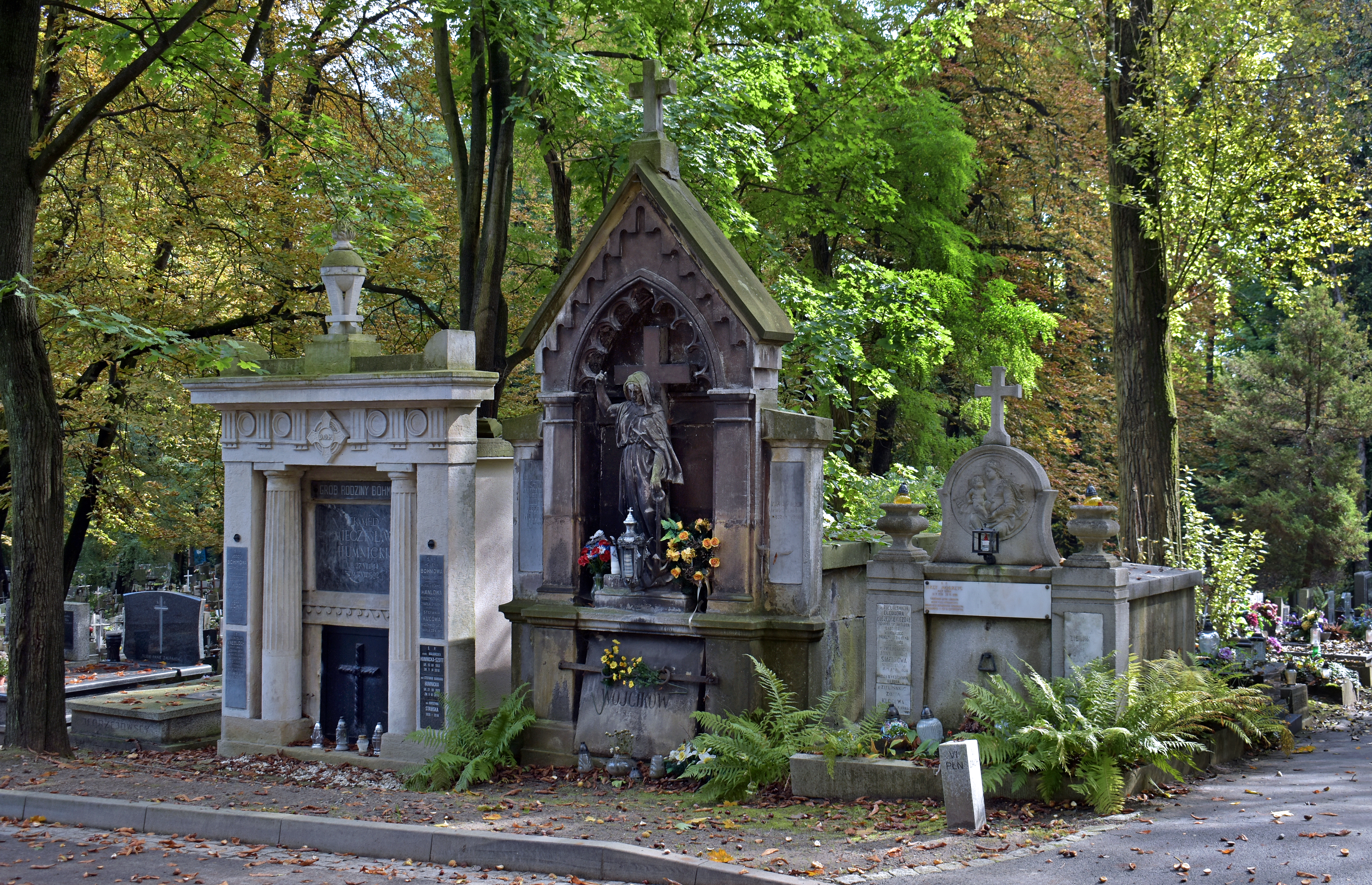
Zabytkowe grobowce przy głównej alei.
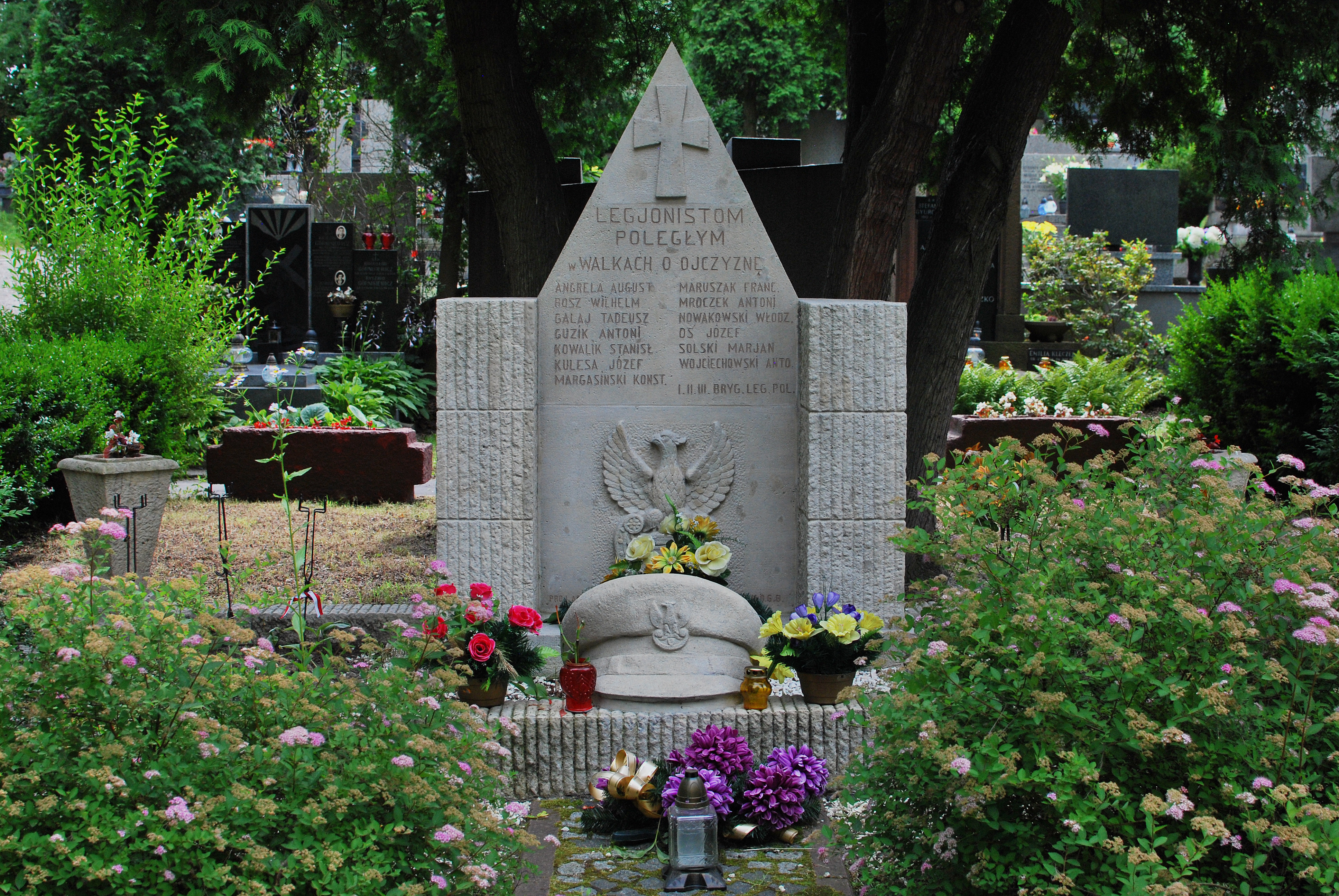
Grób legionistów z I, II oraz III brygad Legionów i pomnik odsłonięty w 1934 roku..
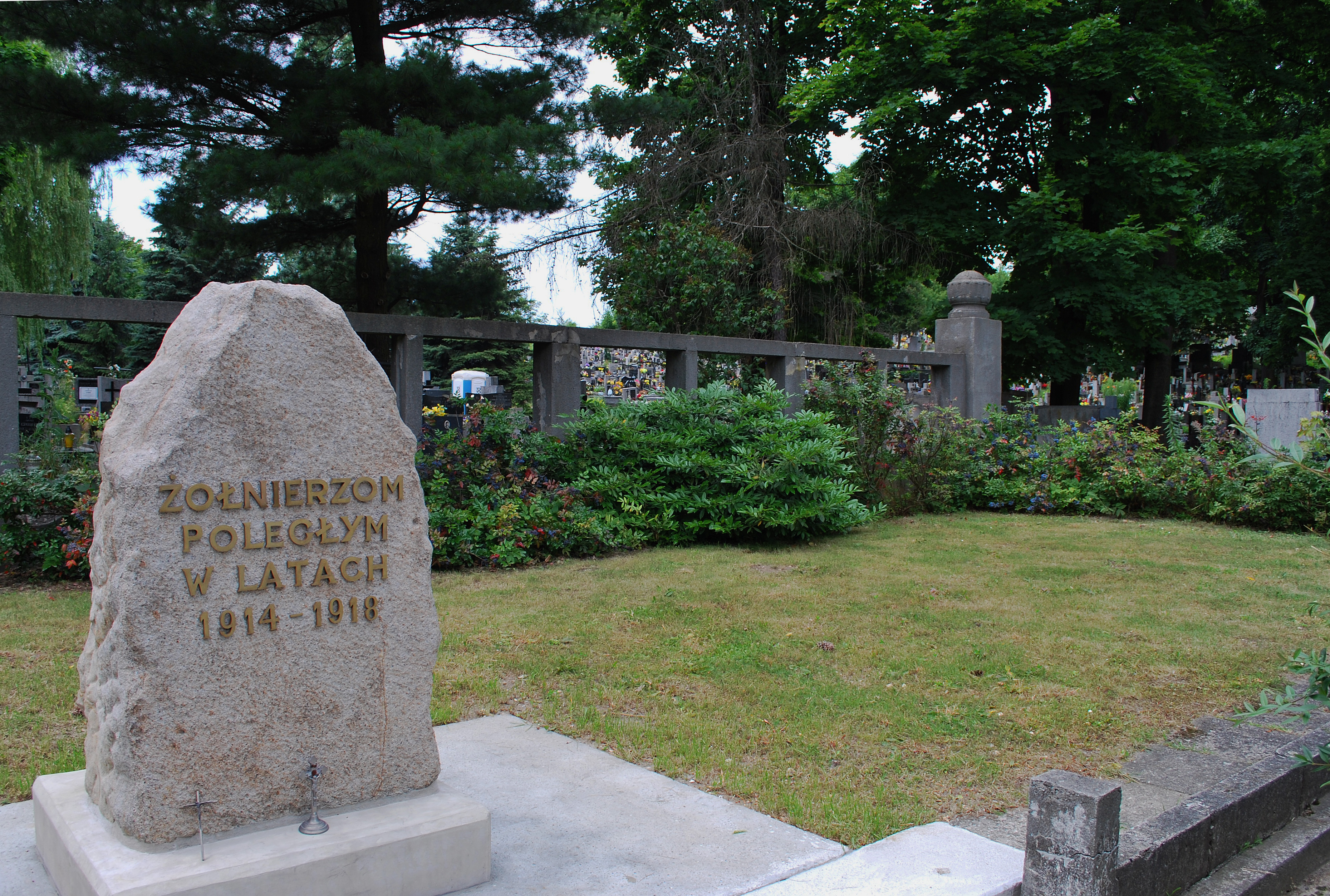
Cmentarz wojenny nr 386 Podgórze.
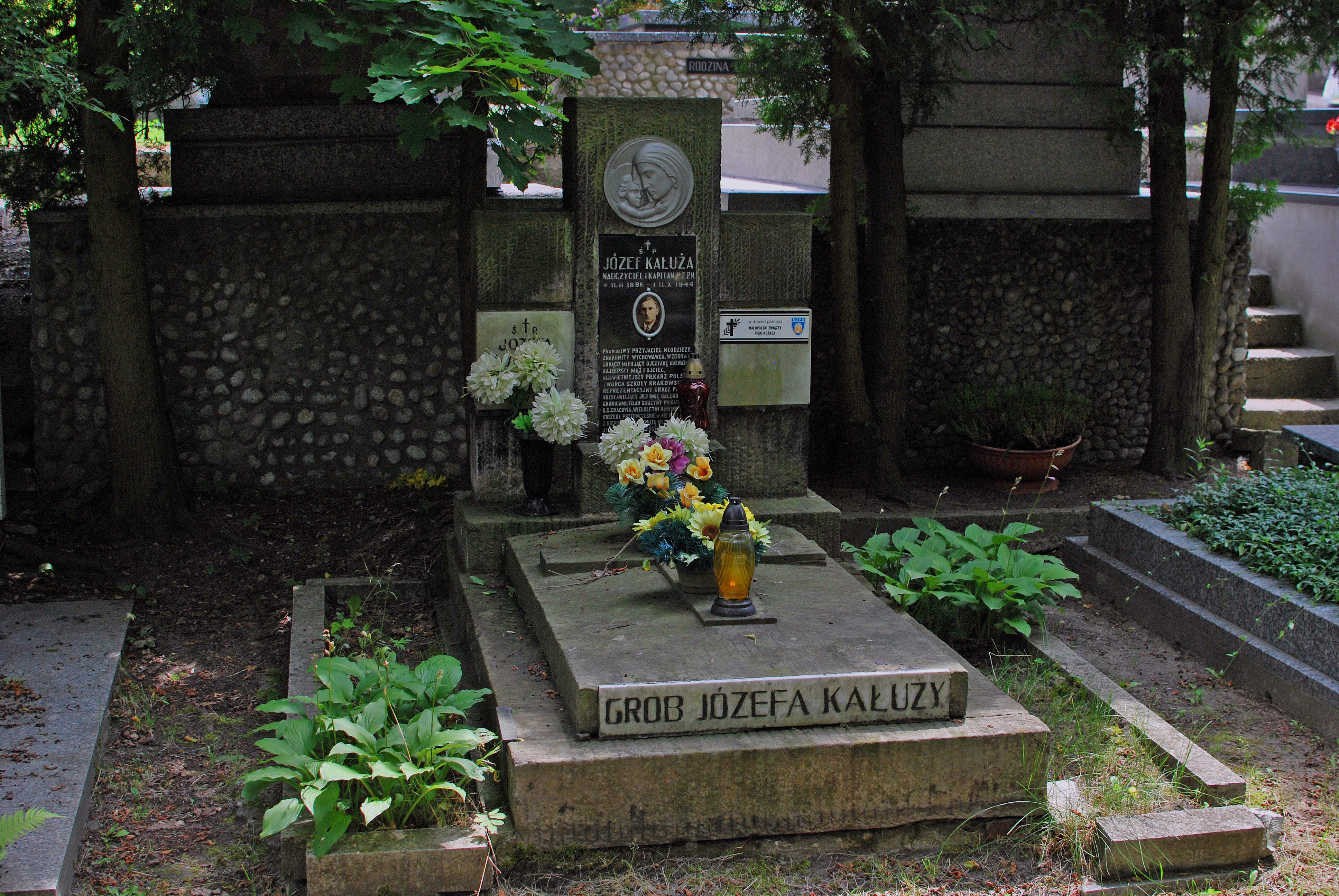
Grób Józefa Kałuży.
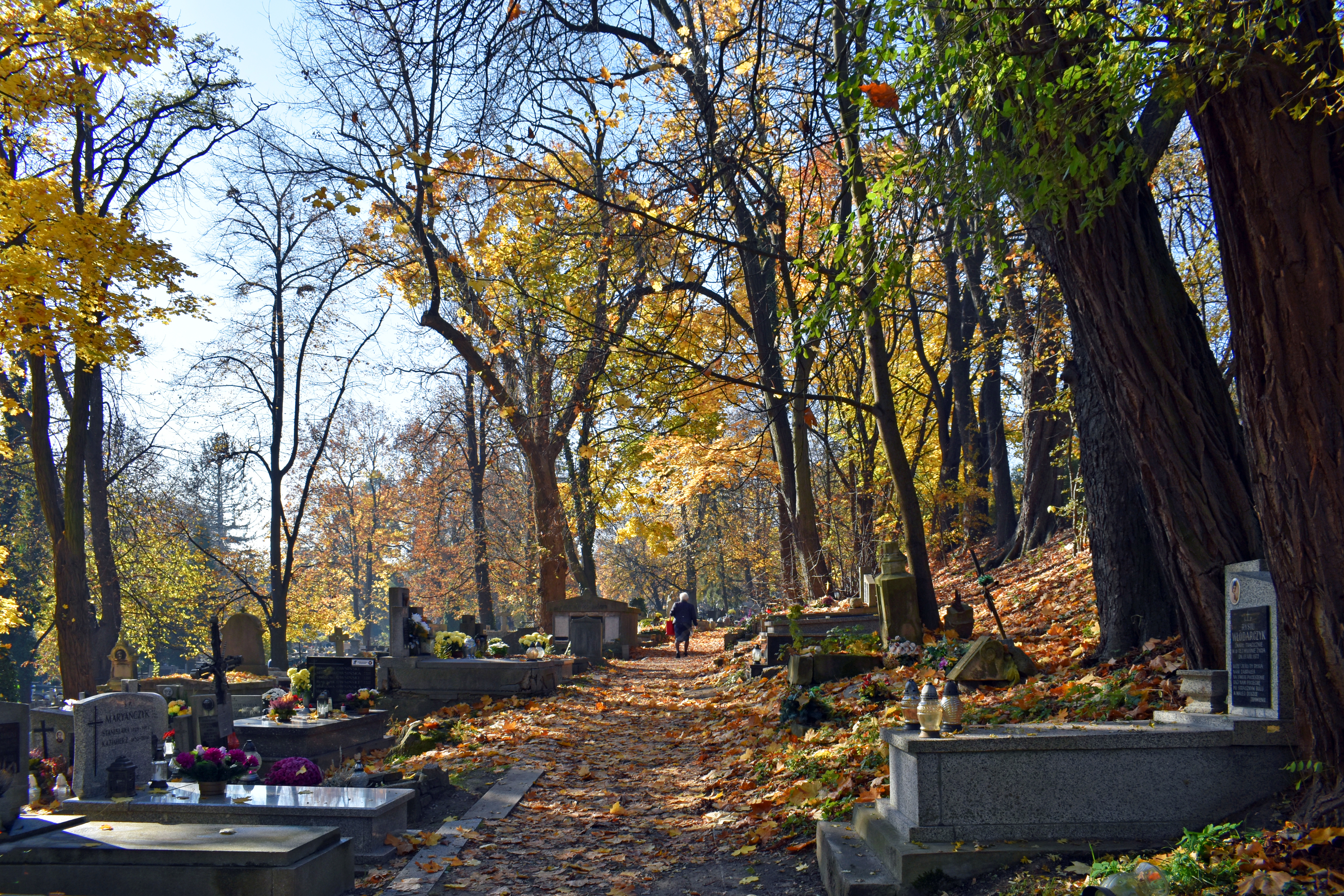
Alejka.
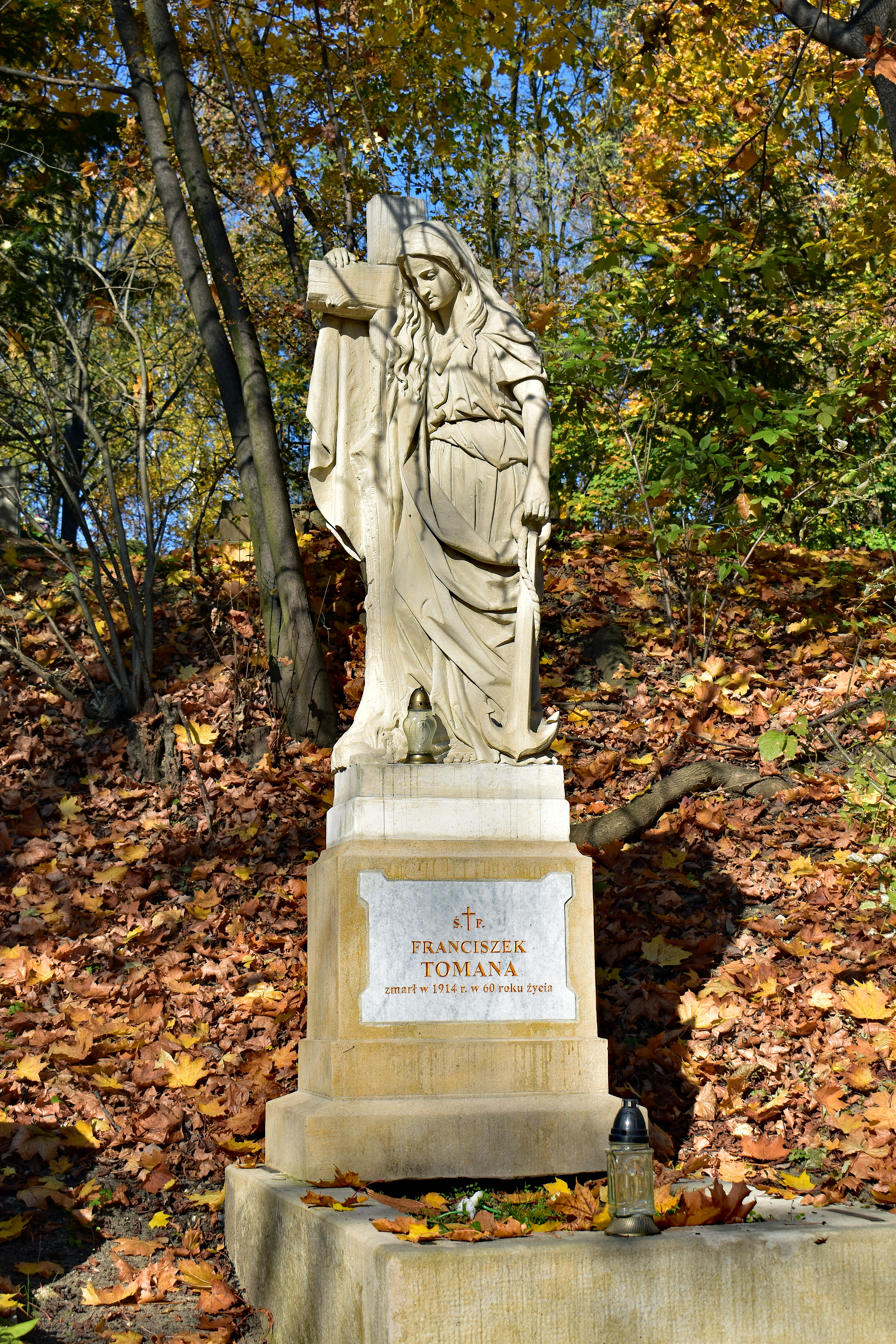
Odnowiony pomnik.